# Franco Masini
Franco Rodrigo Masini (Vicente López, 22 de maio de 1994) é um ator e cantor argentino.

## Biografia
Formado em teatro pela Academia Timbre 4, também teve aulas com Mariano Calligaris (2008-11) e na ETBA (Escola de Teatro de Buenos Aires) com Raúl Serrano (2011-12). Ele também recebeu aulas de violão, saxofone e coro.
Estreou em 2006 no teatro, na peça Ricardo III. De 2010 a 2013, fez parte do elenco da série Peter Punk da Disney XD, interpretando Iván, empresário da banda Rock Bones. Fez a turnê nacional e internacional da banda da série.
Masini integra o projeto musical Té para Tres, tendo sua irmã formando parte da banda.
Em 2015, interpretou o papel de Pedro em Esperanza mía, uma novela estrelada por Lali Espósito. E ele também apareceu em um capítulo de The Lesser Evil, transmitido na TV pública. Franco fez parte do filme El Clan (2015) dirigido por Pablo Trapero.
Em 2016, fez uma participação no filme Inseparables de Marcos Carnevale e e foi o anfitrião do Kids Choice Awards em outubro. Em 2017, estrelou com Germán Tripel na volta do musical ... E um dia Nico partiu escrito por Osvaldo Bazán, com música de Ale Sergi (Miranda!) e dirigido por Ricky Pashkus. Na televisão ele trabalhou na telenovela Amar después de amar, interpretando Nicolás Alvarado e depois em Cuéntame cómo pasó como Toni Martínez.
Em 2018 ele estrelou o filme Solo el amor. Em 2019 ele faz parte da telenoela Campanas en la noche, interpretando Juani. No teatro, ele estrela La Naranja Mecánica, baseado no filme de 1971 com Tomás Kirzner.
Em 2020, Masini junta-se à série britânica Riviera. Em 2022, protagoniza a série mexicana Rebelde da Netflix, como o egocêntrico Luka Colucci. Luka é primo da personagem Mia Colucci (Anahí) da versão mexicana de 2004.

## Filmografia

### Televisão
| Ano     | Título                             | Personagem                       | Emissora       | Notas                           |
| ------- | ---------------------------------- | -------------------------------- | -------------- | ------------------------------- |
| 2011-13 | Peter Punk                         | Iván Gómez                       | Disney XD      | Elenco principal                |
| 2012    | Violetta                           | Iván Gómez                       | Disney Channel | Participação                    |
| 2013-14 | Señales                            | Franco                           | Canal 7        | Elenco principal                |
| 2014    | El legado                          | Francisco                        | Canal 9        | Recorrente, 5 episódios         |
| 2015    | El mal menor                       | Nicolás (adolescente)            | TV Pública     | Episódio: "Viviana-Celina"      |
| 2015-16 | Esperanza mía                      | Pedro Correa                     | El Trece       | Elenco principal                |
| 2017    | Amar después de amar               | Nicolás Alvarado Fazzio          | Telefe         | Elenco principal                |
| 2017    | Cuéntame cómo pasó                 | Antonio "Toni" Martínez Pérez    | TV Pública     | Elenco principal                |
| 2019    | Campanas en la noche               | Juan Ignacio "Juani" Ballesteros | Telefe         | Elenco principal                |
| 2020    | Riviera                            | César Alsina-Suárez              | Sky Atlantic   | Elenco recorrente (Temporada 3) |
| 2022    | Rebelde                            | Luka Colucci                     | Netflix        | Elenco principal                |
| 2023    | Todas Las Veces que nos Enamoramos | Julio                            |                |                                 |

### Cinema
| Ano  | Título               | Personagem       | Diretor                        |
| ---- | -------------------- | ---------------- | ------------------------------ |
| 2014 | Betibú               | Pedro Chazarreta | Miguel Cohan                   |
| 2015 | El Clan              | Guillermo Puccio | Pablo Trapero                  |
| 2016 | Inseparables         | Bautista         | Marcos Carnevale               |
| 2017 | Jóvenes sin libertad | Nacho            | Fabrizio Santana               |
| 2018 | Solo el amor         | Noah Langdon     | Diego Corsini y Andy Caballero |

## Teatro
| Ano  | Título                        | Personagem         | Local                   |
| ---- | ----------------------------- | ------------------ | ----------------------- |
| 2006 | Ricardo III                   | Ricardo            | Escola                  |
| 2012 | Rock Bones                    | Iván               | Gran Rex                |
| 2015 | Esperanza Mia, el Musical     | Pedro Correa       | Opera Allianz           |
| 2015 | Esperanza Mia en el Luna Park | Pedro Correa       | Luna Park               |
| 2017 | Y un día Nico se fue          | Nicolás            | El Galpón de Guevara    |
| 2017 | Marco Polo                    | Marco Polo         | Teatro Maipo            |
| 2018 | Casi normales                 | Henry              | Teatro Astral           |
| 2018 | Chupetín Arcoíris             | Noah               | Microteatro BA          |
| 2019 | La Naranja Mecánica           | Alex DeLarge       | El Método Kairós Teatro |
| 2019 | El Mago de Oz                 | Hombre de Hojalata | Teatro Coliseo          |

## Discografia

### Singles
- "Algo de Mí" (2019)[2]
- "Dejar de Extrañarte" (2019)
- "Náufrago" (2020)

### EPNáufrago(2020)
- Track 01: Náufrago[2]
- Track 02: Corazón Apagado
- Track 03: Dejar De Extrañarte
- Track 04: Formas
- Track 05: Melodía Sin Sol